# 엔리케 3세
엔리케 3세(스페인어: Enrique III, 1379년 - 1406년)는 카스티야 연합 왕국의 왕이였다. 부왕 후안 1세가 낙마사고로 사망하자 11세에 즉위하였다. 별칭은 병약왕(El Doliente)이다.

## 생애
그의 아버지인 후안 1세가 낙마해 죽자, 어린 나이에 왕위에 올랐다. 그는 알폰소 엔리케스(Alfonso Enríquez)와 고모인 레오노르(Leonor de Trastámara) 같은 귀족들에게 지원받았었다.
그가 재위하면서 북아프리카의 테투안에 해군 함대를 보내 공격하고 1402년 카나리아 제도에 장 드 베텡쿠르(Jean de Béthencourt)를 보내 식민지로 만들었다. 1406년 그는 톨레도에서 죽었다.

## 가족
후안 1세와 레오노르 사이에서 태어났다. 캐서린과 결혼해 마리아(María), 카탈리나(Catalina), 후안 2세(Juan II)를 낳았다.

## 같이 보기
- 레온의 군주
- 카스티야의 군주